# Удо IV (Щаде)
Лотар Удо IV или Удо фон Франклебен (на немски: Udo IV von Stade; Udo von Freckleben, † 15 март 1130) е от 1128 г. маркграф на Северната марка.

## Биография
Той произлиза от фамилията на графовете от Щаде (Удони), син на маркграф Рудолф I фон Щаде († 1124) и на Рихардис, дъщеря на бургграф Херман фон Магденбург.
Баща му Рудолф I е от 1106 до 1114 г. надзорник на племенника си Хайнрих II маркграф на Северната марка. Когато Хайнрих II от Щаде умира на 4 декември 1128 г. без наследници, неговият зет Албрехт Мечката се надява да стане маркграф на Северната марка. Кралят обаче дава Северната марка на Удо като най-близък негов кръвен роднина. Лотар Удо IV се жени същата година (1128) за Матилда (Юта) († 22 май 1155), дъщеря на маркграф Херман I от Винценбург, и Хедвиг от Асел-Волтингероде или Хедвиг от Крайна-Истрия. Тя е сестра на маркграф Херман II от Винценбург († 1152).
От 1129 г. Удо има кървави боеве с Албрехт заради владението над Северната марка. На 15 март 1130 г. Удо IV е убит от служителите на Албрехт близо до Ашерслебен.
Конрад фон Пльотцкау, син на Хелперих фон Пльотцкау, става след това маркграф на Северната марка. Албрехт Мечката загубва през май 1131 г. чрез кралско нареждане Марка Лужица.